# Ван дер Лек, Барт
Барт ван дер Лек (нидерл. Bart van der Leck; 26 ноября 1876, Утрехт, Нидерланды — 13 ноября 1958, Бларикюм, Нидерланды) — голландский художник, один из основателей движения «Стиль».

## Биография
Барт ван дер Лек родился в 1876 году в Утрехте, в семье маляра. В возрасте 14 лет оставил школу и долгое время работал подмастерьем в различных витражных мастерских. Этот опыт впоследствии окажет влияние на его творчество.
C 1900 по 1904 годы, благодаря полученной стипендии, обучался в Школе искусств и ремёсел Амстердама, а также в Амстердамской государственной академии искусств.
В 1910 году познакомился с Х. П. Бреннером, художником, искусствоведом и торговцем произведениями искусства, который приобрёл несколько работ ван дер Лека. Позднее Бреннер представит его Елене Крёллер-Мюллер, известному коллекционеру искусства. Она долгие годы поддерживала художника, приобретая бо́льшую часть его работ, которые до сих пор находятся в созданном ею музее.
В 1916 году ван дер Лек встречает Пита Мондриана, основателя движения «Стиль». Знакомство с Мондрианом и его теорией окажет большое влияние на ван дер Лека, но их сотрудничество будет недолгим. Уже в 1918 году ван дер Лек порывает с группой и разрабатывает собственную стилистику, обогащённую идеями неопластицизма, но во многом отходящую от его принципов.
Ван дер Лек умер 13 ноября 1958 года в собственной студии за мольбертом.

## Творчество

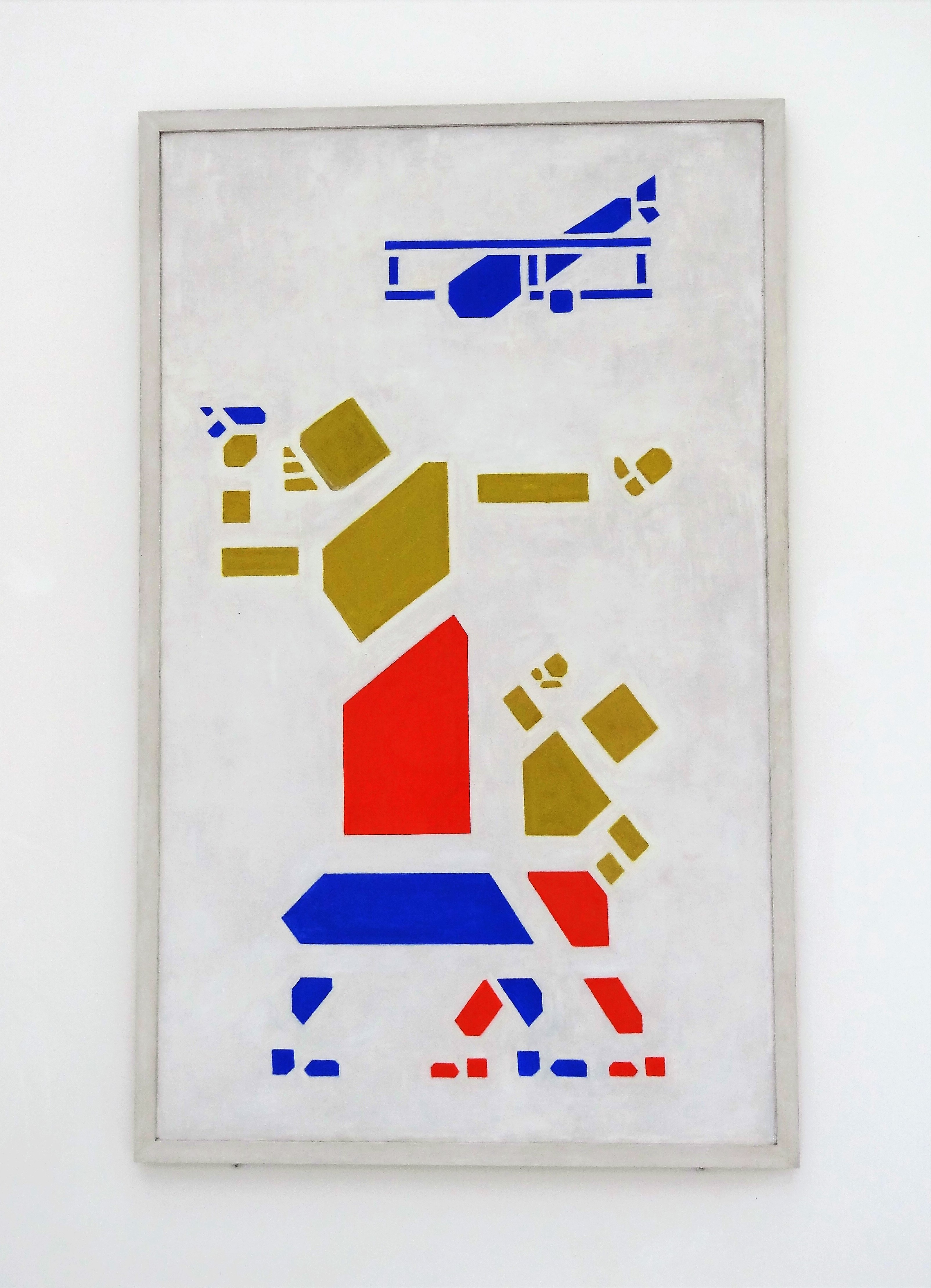
Композиция ван дер Лека

В своих ранних работах ван дер Лек находился под влиянием ар нуво и голландских импрессионистов. В 1910—1912 гг. в его творчестве преобладали реалистические тенденции: художник изображал в основном представителей рабочего класса (прачек, рабочих, рыбаков и пр.). В 1912—1915 гг. его стиль преимущественно тяготел к абстракции. Сюжеты узнаваемы, но предельно стилизованы; преобладают основные цвета.
Переломным моментом в творчестве ван дер Лека стало знакомство с Питом Мондрианом. Под влиянием идей неопластицизма он ещё больше склоняется к абстракции и создаёт работы в мондриановской стилистике.
Однако, после недолгого сотрудничества с группой «Стиль», ван дер Лек отходит от основного постулата неопластицизма — «денатурализации» действительности, то есть использования в искусстве исключительно абстрактных форм. Свои композиции он продолжает выстраивать из простых геометрических фигур, однако их очертания легко узнаваемы — художник изображает в основном людей и животных. Лишь в последние годы жизни ван дер Лек вновь возвращается к нефигуративной живописи.
Помимо живописи и графики, ван дер Лек занимался архитектурой, дизайном и керамикой. Он разрабатывал дизайн мебели, посуды, ваз, тканей, ковров, гобеленов.